# (228883) Cliffsimak
(228883) Cliffsimak ist ein Asteroid des äußeren Hauptgürtels, der am 2. August 2003 vom französischen Astronomen Bernard Christophe am Observatorium Saint-Sulpice (IAU-Code 947) in Saint-Sulpice, Kanton Noailles entdeckt wurde.
Der Asteroid gehört im weiteren Sinne zur Eos-Familie, einer Gruppe von Asteroiden, welche typischerweise große Halbachsen von 2,95 bis 3,1 AE aufweisen, nach innen begrenzt von der Kirkwoodlücke der 7:3-Resonanz mit Jupiter, sowie Bahnneigungen zwischen 8° und 12°. Die Gruppe ist nach dem Asteroiden (221) Eos benannt. Es wird vermutet, dass die Familie vor mehr als einer Milliarde Jahren durch eine Kollision entstanden ist. Die zeitlosen (nichtoskulierenden) Bahnelemente von (228883) Cliffsimak sind fast identisch mit denjenigen des, wenn man von der Absoluten Helligkeit von 15,3 gegenüber 12,0 mag ausgeht, größeren Asteroiden (9609) Ponomarevalya.
(228883) Cliffsimak wurde am 30. März 2010 nach dem US-amerikanischen Science-Fiction-Autor Clifford D. Simak (1904–1988) benannt. In der Begründung der Benennung schreibt Bernard Christophe, dass drei Romane Simaks zu seinen Lieblingsbüchern zählen: Time and Again (1951, deutsche Übersetzung „Tod aus der Zukunft“), Way Station (1963, „Raumstation auf der Erde“) und Ring Around the Sun (1953, „Ring um die Sonne“).